# Ivan V av Ryssland
Ivan V Aleksejevitj (rysk kyrilliska: Иван V Алексеевич), född 27 augusti (N.S. 6 september) 1666, död 29 januari (8 februari) 1696, var tsar av Ryssland tillsammans med sin yngre halvbror Peter I mellan 1682 och 1696. Han var yngste son till Aleksej I och Maria Miloslavskaja. Han uppsattes på tronen genom streltserupproret 1682. Hans regering var endast formell eftersom han var invalid, både fysiskt och psykiskt. 
Ivan V var gift med Praskovia Saltykowa och blev i äktenskapet far till den blivande kejsarinnan Anna Ivanovna, till Katarina Ivanovna, Anna Leopoldovnas mor, och Praskovja Ivanovna. Då han dog blev Peter I ensam tsar.